# Унаи Симон
Унаи Симон Мендибил (шп. Unai Simón Mendibil; Мургија, 11. јун 1997) шпански је фудбалер који тренутно наступа за Атлетик Билбао. Игра на позицији голмана.

## Успеси
Атлетик Билбао
- Куп Шпаније (1) : 2023/24,[6] (финале: 2019/20, 2020/21)[7][8]
- Суперкуп Шпаније (1) : 2020/21. (финале: 2021/22)[9]

 Шпанија до 19
- Европско првенство до 19 година (1) :  2015.[10]

 Шпанија до 21
- Европско првенство до 21 године (1) :  2019.[11]

 Шпанија до 23
- Летње олимпијске игре:  2020.[12]

 Шпанија
- Европско првенство (1):  2024.[13]
- Лига нација (1) :  2022/23,[14]  2020/21.[15]

Појединачни
- Идеални тим Ла лиге: 2023/24.[16]
- Награда Рикардо Замора за најбољег голмана Ла лиге: 2023/24.[17]